# Obereopsis atrodiscalis
Obereopsis atrodiscalis är en skalbaggsart som beskrevs av Stefan von Breuning 1967. Obereopsis atrodiscalis ingår i släktet Obereopsis och familjen långhorningar. Inga underarter finns listade i Catalogue of Life.